# Гь (digramme)
Cette page contient des caractères spéciaux ou non latins. S’ils s’affichent mal (▯, ?, etc.), consultez la page d’aide Unicode.
Гь (minuscule гь) est un digramme de l'alphabet cyrillique composé d'un gué et d'un signe mou.
Ses caractères Unicode sont 0413 et 044C.

## Linguistique
- En abkhaze, le digramme « гь » représente le son [gʲ]. Il est considéré comme lettre à part entière et est placée entre Г et Гә. Il est translittéré g'.

## Représentation informatique
Comme la majorité des digrammes, il n'existe aucun encodage de Гь sous un seul signe, il est toujours réalisé en accolant un Г et un Ь.